# Etelvina Lopes de Almeida
Etelvina Lopes de Almeida (Serpa, 17 de março de 1916 — Tábua, 30 de abril de 2004) foi uma escritora, jornalista e, depois do 25 de Abril, deputada pelo PS na Assembleia da República. 

## Percurso
Etelvina Lopes de Almeida nasceu em Serpa, no dia 17 de março de 1916. Frequentou o Liceu Maria Amália Vaz de Carvalho, em Lisboa, e um colégio interno, em Queluz. Iniciou a sua carreira, como jornalista e escritora, no jornal infantil O Papagaio, dirigido por Adolfo Simões Muller. Em 1941, completou o curso liceal e começou a trabalhar, simultaneamente, na Rádio Renascença, primeiro como secretária, depois como locutora. Mais tarde, colaborou com uma empresa de recortes de jornais e começou a trabalhar na revista Modas & Bordados, dirigida ao tempo por Maria Lamas, como secretária. Em 1943, tornou-se chefe de redacção dessa revista e assinou contos e reportagens para a revista O Século Ilustrado.
Em 1944, começou a trabalhar como locutora da Emissora Nacional. Um ano mais tarde, foi um dos signatários das listas para a constituição do MUD (Movimento de Unidade Democrática). Quando Maria Lamas foi designada como presidente do Conselho Nacional das Mulheres Portuguesas, em 1946, Etelvina Lopes de Almeida ficou com o cargo de direção da revista Modas & Bordados.  Nesse mesmo ano, recebeu também o seu cartão de membro da direção da Sociedade Portuguesa de Escritores, assinado por Aquilino Ribeiro.
Em 1947, participou nos eventos realizados no âmbito da Exposição de Livros Escritos por Mulheres de todo o Mundo, organizada na Sociedade Nacional de Belas Artes. Um ano depois, assinou, juntamente com alguns colegas, documentos que reclamavam a supressão da censura e a libertação de presos políticos, sendo afastada da Emissora Nacional. Começou, depois, a colaborar com alguns jornais, no Rádio Clube Português e em pequenas emissoras radiofónicas privadas. No mesmo ano, tornou-se sócia da Liga Portuguesa Feminina para a Paz e, quando esta cessou atividade, ligou-se ao Conselho Nacional das Mulheres Portuguesas, em cuja direção estiveram Sara Beirão e Maria Lamas.
Em 1962, foi despedida da revista Modas & Bordados por motivos políticos, passando a desempenhar funções na empresa proprietária da revista.
Em 1965, a PIDE realizou uma rusga à sede da editora Europa-América, apreendendo centenas de livros. O seu livro, ABC da Culinária, foi apreendido. Deixou, nessa altura, de assinar as suas colaborações em jornais e revistas até 1968, ano em que foi para Paris, enviando para o jornal O Século uma série de reportagens sobre emigrantes portuguesas, publicadas sem assinatura. Passou, depois, a coordenar o Gabinete de Relações Públicas de uma empresa imobiliária, visitando vários países.
Em 1969, foi candidata da CEUD (Comissão Eleitoral de Unidade Democrática) à assembleia nacional.
Depois do 25 de Abril, trabalhou na Radiodifusão Portuguesa e, em 1975, passou a chefiar o departamento da Radiodifusão Portuguesa Internacional, visitando diversas comunidades portuguesas no estrangeiro. Fez parte do Grupo das Mulheres Socialistas e foi deputada pelo Partido Socialista à Assembleia Constituinte e à Assembleia  da  República (I  Legislatura).
Dedicou-se, posteriormente, aos problemas da terceira idade e fez parte da direcção da Fundação Sara Beirão/António Costa Carvalho que fundou, com Igrejas Caeiro, em Tábua.  Em 1993, presidiu, em Estrasburgo, a uma sessão do Parlamento Europeu para os Idosos, durante a qual foi aprovada a Carta Europeia para os Idosos.
Faleceu no dia 30 de abril de 2004, vítima de doença prolongada.

## Reconhecimentos e Prémios
Em 1982, recebeu uma homenagem do Conselho Nacional das Mulheres no Brasil, tendo sido eleita Mulher do Ano.
Em 1995, recebeu do então Presidente Mário Soares a Comenda da Ordem de Mérito em Portugal.

## Obra
- 111 Receitas de Tartes,  Publicações Europa-América, (s/d)
- Histórias que o mundo conta, Perspectivas e realidades, 1985
- 111 Receitas com Ovos, Publicações Europa-América, 1979
- 111 Receitas de Tapas e Entradas, Publicações Europa-América, 1979
- ABC da Culinária, Publicações Europa-América, 1966
- O Tambor da Paz, 1963
- Maria Verdade, 1952
- O Tontinho da Esquina, Edições Universo, (s/d)
- Bia Calatroia, Editorial Século, 1948